# Emil Svensson
Hans Emil Svensson, född 28 juni 1940 i Göteborg, död 30 januari 2024, var en svensk kommendör av första graden. Invald i Kungliga Örlogsmannasällskapet 1982 och i Kungliga krigsvetenskapsakademin 1984.

## Biografi
Svensson blev i början av 1980-talet chef för marinens analysgrupp, och kom som sådan att spela en framträdande roll under de ubåtsjakter på främmande ubåtar som kränkte svenska vatten. Kränkningarna ökade drastiskt under 1980-talet och det var under 1980 som den första stora och intensiva jakten vid Utö i Stockholms skärgård förekom. Svensson sa till tidningar vid tillfället att det här var något nytt, eftersom det inte gick att avvisa ubåten, det var en ny provokativ företeelse. 

## U 137 1981
Vid tiden för U 137s grundstötning i Karlskrona skärgård i oktober 1981 var Svensson till graden kommendörkapten, men det var som chef marinens analysgrupp han reste ner till Karlskrona och på nära håll deltog i arbetet med den grundstötta ubåten. Bland annat deltog han i förhören med ubåtens kapten, och vid ett tillfälle kunde han inte hålla sig utan skrattade till och frågade om det var vanligt att röda marinen navigerade på det här viset, då ryssarna hävdade att de navigerat fel. Detta utspel ledde till att den ryske diplomaten överlämnade en officiell protest över Svensson agerande till den andre svenske kommendörkaptenen Karl Andersson. Svensson kommenterar i sin bok utkommen 2006 att han inte hade något emot om några i röda marinen såg snett på honom och tyckte att Anderssons ursäkt var överflödig. Svensson var då som nu övertygad om att U 137 inte navigerat fel utan att det hela var spioneri, till Expressen sa han under dessa dagar att "stämningen var bra under förhören, alla visste ju egentligen att det rörde sig om spioneri". Ryssarnas största argument för felnavigering var att gyrokompassen var trasig, detta erkände man i de svensk-ryska samtalen under 1990-talets början som Svensson själv ledde var felaktigt, den så omtalade gyrokompassen hade inte alls varit trasig.  Sedan dessa förhör hölls i november 1981 har den andre kommendörkaptenen Karl Andersson anslutit till uppfattningen att grundstötningen mycket riktigt kom sig av felnavigering, och är nu medlem i den grupp av tvivlare som ifrågasätter förekomsten av ubåtar alls som kallar sig medborgargruppen.
Svensson håller alltså inte med om detta, i P3 Dokumentär från april 2006 deltar de båda och ger sina olika förklaringar till sina ståndpunkter. Svensson menar att förekomsten av kärnvapen ombord inte utgör ett argument mot en spionresa som några menar, istället säger han att de sovjetiska ubåtarna hade reglementsenlig bestyckning, vilket bestod av ett par kärnvapentorpeder, och då de kunde få ett uppdrag ute till havs åkte man inte hem och lämnade av dessa först. Att man skulle ha villat bort sig kan inte stämma eftersom varje ubåt har en viss radie, eller ruta, på kartan som man måste befinna sig inom och kan inte lämna denna utan order från basen.

## Horsfjärden 1982

### Operation Notvarp
Vid Horsfjärden 1982 förekom den största och mest avancerade ubåtsjakten i svensk historia, i vilken Emil Svensson hade en betydande roll. Han hade som chef för marinens analysgrupp fastställt att det troligaste området, och den troligaste tidpunkten för nya kränkningar skulle var i Stockholms skärgård i månadsskiftet september/oktober. Vad man nu skulle göra var att anordna en "agerande operation", man skulle vara steget före de kränkande ubåtarna. Svensson åsikt var att enda sättet att lyckas var att svenska marinen koncentrerade sina ubåtsjaktsresurser till ett enda ställe. Detta kom att göras, det kom att få namnet "Operation Notvarp" (efter fiskemetoden med utlagt nät som dras åt), Emil Svenssons ubåtsfälla höll på att gillras. Man lade ut nät och förberedde helikopterbesättningar och övrig personal. Det hela kom att äga rum just under ett regeringsskifte, då Socialdemokraterna och Olof Palme i början av oktober skulle ta över efter Thorbjörn Fälldins borgerliga tvåpartiregering. Samtidigt förekom omorganiseringar inom det svenska försvaret, operationens förekomst sattes inte på papper utan allt diskuterades muntligt, den avgående försvarsstabschefen Bengt Schuback och dennes efterträdare Bror Stefenson informerades precis i samband med att operationen skulle börja. SOU 2001 (statens offentliga utredningar) kritiserar det lämpliga i tidpunkten av att gillra en sådan här fälla, om man skulle tvingat upp en ubåt skulle man kunnat få en utrikespolitisk kris på halsen i ett skede då ingen etablerad regering styrde landet. 
Skälen som talade för operationens tidpunkt var dock att frekvensen av kränkningar tidigare varit höga vid den tiden på året, samt det faktum att det just då förekom ett amerikanskt flottbesök i Stockholm, tre amerikanska fartyg låg i slutet av september i Stockholms hamn, en kryssare en fregatt och ett försörjningsfartyg. Om dessa fartyg utgjorde betet, vilket har hävdats men även ibland tillbakavisats, var det uppenbart att det var sovjetiska ubåtar man förväntade sig att få på kroken.

## Ubåtsjakten
Det kom att bli synnerligen dramatiska dagar, ett stort antal optiska observationer av ubåtar och periskop gjordes. Allt från det i Stockholms hamn, till "utbrytningsförsök" vid Danziger gatt, inloppet till Mysingen. Det började den 1 oktober då två värnpliktiga på en tur i motorbåt från Berga upptäckte två rör på relativt kort avstånd som gick i jämn takt och inte lät vågorna påverka dem, deras förhållande till varandra ändrades inte och plötsligt girade dem och dök sedan. Detta skedde i Hårsfjärden, en bit söderut från den plats ubåtsfällan var planerad. Detta klassificerades som "säker ubåt", detta gjorde man med ett antal andra också där man också hade stöd av hydrofonljud av olika slag. Det förekom ofta indicier i form av luftuppkok, mystiska skumstrimlor, skrapljud, strålkastare under vattnet, luftljud som kan kommit från dykare, och vid ett tillfälle då minor sprängdes vid Danziger gatt uppkom en kemisk grön sörja som påstås härstamma från en form av signal ubåtar kan släppa ut, vid ett antal tillfällen flöt också olja upp till ytan efter sjunkbomber osv. Det låg emellertid så mycket skräp på botten att detta kan kommit från dumpade oljetunnor eller vad som helst, hade Svensson påpekat. Den 4 oktober observerade en kvinna ett helt ubåtstorn i dagsljus vid Dalarö, först trodde hon att det var hela ubåten hon sett, men då man visade bilder av ubåtar fastnade hon för den sovjetiska ubåten av Romeo-klass. Hon insåg att hon kanske bara hade sett själva ubåtstornet. Svensson skrev i sin bok att man visste att det inte var ovanligt att sovjetiska ubåtar ligger i så kallade mellanlägen, med halvfulla ballasttankar. Detta var en möjlighet, det hela ifrågasattes dock av forskaren Ola Tunander som menade att vittnets teckning av tornet med förekomst av något vitt på tornet pekade på att det var en NATO-ubåt då dessa, såväl amerikanska som italienska hade sina ID-nummer i vit text på tornet. Analysgruppen benämnde ubåten vid Dalarö som "möjlig ubåt". 
I Tunanders bok Hårsfjärden anklagades Emil Svensson indirekt för att ha mörkat de ubåtar som var NATO-ubåtar och att han och försvarsstabschefen Bror Stefenson inte informerade ÖB Lennart Ljung om allt som förekom och även lät många indikationer försvinna och förglömmas, enligt Tunander för att detta var NATO-ubåtar. Sanningen kring detta är alltjämt svårt att säga något om, att man betraktar observationer och indicier mycket kritiskt behöver knappast ha att göra med att man är delaktig i någon slags konspiration. Någon ubåt fick man inte upp, men efteråt hade man en stor mängd information ändå. Ljudupptagningar från propellerljud utanför Mällsten, hydrofonkontakterna som pekade på ubåtar, bottenspår och så alla optiska observationer. Den sedan tillsatta Ubåtsskyddskommissionen 1983 vågade sig på att utifrån detta nationalitetsbestämma ubåtarna till Sovjetunionen. Detta vågade sig sedan inte SOU 1995 på att göra, och SOU 2001 tog upp möjligheten av att det var ubåtar från NATO som opererade i Horsfjärden med omnejd. Detta har Emil Svensson varit mycket kritisk till. Svensson fortsatte att vara en av de framträdande i ubåtsjakterna under resten av 1980-talet.

## Bildtregeringen
Under åren då den borgerliga regeringen med Carl Bildt som statsminister 1991–1994 arbetade Svensson som sakkunnig och expert i regeringskansliet. Då Sovjetunionen kollapsat inleddes samtal med Ryssland för att försöka utröna hur det förhöll sig med dessa ubåtskränkningar. Det framkom inte mycket, det var antagligen som Svensson själv skrev för tidigt för att det skulle kunna framkomma något av värde. Men han påstod att de själva trodde att det förekommit ubåtskränkningar, men de trodde inte att dessa kom från NATO-länder, inte heller från något neutralt land (vilket bara kunde vara Finland). Detta gjorde att bara Warszawapaktens länder återstod konstaterade Svensson, men något öppet erkännande kom ändå inte.

## Utmärkelser
- Kungliga Örlogsmannasällskapets förtjänstmedalj i silver (1999)[2]